# 중앙 행정구

중앙 행정구의 위치

중앙 행정구 또는 첸트랄니 행정구(러시아어: Центральный административный округ)는 러시아 모스크바의 중앙부에 있는 구이다. 극장이 많이 있다. 모스콥스키예 역와 크레믈린이 위치해 있다.

### 지역
- 사도보예콜초구(Садовое кольцо)
- 불바르노예콜초구(Бульварное кольцо)
- 아르바트구(Арбат)
- 노비아르바트구(Новый Арбат)
- 트베르스카야울리차구(Тверская улица)
- 붉은 광장(Красная площадь)
- 루뱐스카야 광장(Лубянская площадь)